# Скобелка
Скобе́лка — село в Україні, у Луцькому районі Волинської області. Входить до складу Горохівської міської громади. Населення становить 1602 особи.

## Географія
Через усе село Скобелка протікає річка Безіменка, ліва притока Липи.

## Історія
У 1906 році село Скобелецької волості Володимир-Волинського повіту Волинської губернії. Відстань від повітового міста 54 верст. Дворів 167, мешканців 1116.
12 червня 2020 року, відповідно до розпорядження Кабінету Міністрів України № 708-р «Про визначення адміністративних центрів та затвердження територій територіальних громад Волинської області», село увійшло в склад Горохівської міської громади.
19 липня 2020 року, в результаті адміністративно-територіальної реформи та ліквідації Горохівського району, село увійшло до складу новоутвореного Луцького району.

## Населення
Згідно з переписом УРСР 1989 року чисельність наявного населення села становила 1490 осіб, з яких 701 чоловік та 789 жінок.
За переписом населення України 2001 року в селі мешкало 1585 осіб.

### Мова
Розподіл населення за рідною мовою за даними перепису 2001 року:
| Мова       | Відсоток |
| ---------- | -------- |
| українська | 98,88 %  |
| російська  | 0,81 %   |
| вірменська | 0,06 %   |
| інші       | 0,25 %   |

## Відомі люди
- Мосієвич Любов Семенівна — українська бандуристка, керівник зразкового дитячого гурту-студії «Кобзарик».
- Симеон Залуський — пілот збройних сил УНР, похований у місті Горохів. Його літак був збитий в бою з більшовиками в околицях c. Скобелки.
- Ян Вацлав Завадовський (1891—1982) — польський художник. Народився у селі.